# Kalinagar
Kalinagar là một thị xã và là một nagar panchayat của quận Pilibhit thuộc bang Uttar Pradesh, Ấn Độ.

## Địa lý
Kalinagar có vị trí 28°37′B 80°06′Đ / 28,62°B 80,1°Đ Nó có độ cao trung bình là 184 mét (603 feet).

## Nhân khẩu
Theo điều tra dân số năm 2001 của Ấn Độ, Kalinagar có dân số 9984 người. Phái nam chiếm 53% tổng số dân và phái nữ chiếm 47%. Kalinagar có tỷ lệ 34% biết đọc biết viết, thấp hơn tỷ lệ trung bình toàn quốc là 59,5%: tỷ lệ cho phái nam là 45%, và tỷ lệ cho phái nữ là 22%. Tại Kalinagar, 20% dân số nhỏ hơn 6 tuổi.